# Marcelle René
Marcelle René, née Gabarrus le 8 février 1929 à Toulouse et mort le 1er mai 2023 à Montferrier-sur-Lez, est une athlète française, spécialiste des épreuves de sprint.

## Biographie
Elle remporte deux titres de championne de France du 200 mètres, en 1951 et 1952.
Le 27 juillet 1952, à Helsinki lors des Jeux olympiques, elle améliore le record de France du relais 4 × 100 mètres en compagnie de Alberte de Campou, Denise Laborie et Yvette Monginou, en 47 s 6, l'équipe de France s'inclinant dès les séries. En individuelle, elle atteint les demi-finales du 200 mètres.